# Inakadate
Inakadate (田舎館村 Inakadate-mura?) es una villa localizada en la prefectura de Aomori, Japón. En octubre de 2018 tenía una población de 7.569 habitantes y una densidad de población de 339 personas por km². Su área total es de 22,35 km².

## Geografía

### Municipios circundantes
- Prefectura de Aomori
  - Hirakawa
  - Kuroishi
  - Hirosaki
  - Fujisaki

## Demografía
Según datos del censo japonés, la población de Inakadate ha disminuido en los últimos años.
| Año del censo | Población |
| ------------- | --------- |
| 1995          | 9.151     |
| 2000          | 8.835     |
| 2005          | 8.541     |
| 2010          | 8.153     |
| 2015          | 7.783     |